# Anna av Hessen
Anna av Hessen, född 26 oktober 1529 i Kassel, död 10 juli 1591 i Meisenheim, var prinsessa av Hessen och genom äktenskap pfalzgrevinna av Zweibrücken.

## Biografi
Anna var dotter och näst äldsta barnet till lantgreve Filip den ädelmodige av Hessen och Kristina av Sachsen. 1544 ingick hon äktenskap med Wolfgang av Pfalz-Zweibrücken. Efter makens död 1569 var Anna, tillsammans med brodern Vilhelm IV av Hessen-Kassel och kurfurst Ludvig VI av Pfalz, förmyndare för sina barn.

### Barn
1. Kristina (1546–1619)
2. Filip Ludvig (1547–1614), gift 1574 med Anna av Kleve (1552–1632)
3. Johan I (1550–1604), gift 1579 med Magdalena av Jülich-Cleve-Berg (1553–1633)
4. Dorothea Agnes (1551–1552), dog som spädbarn
5. Elisabeth (1553–1554), dog som spädbarn
6. Anna (1554–1576)
7. Elisabeth (1555–1625)
8. Otto Henrik (1556–1604), gift 1582 med Marie Dorothea av Württemberg (1559–1639)
9. Fredrik (1557–1597), gift 1587 med Katarina Sofia av Legnica (1561–1608)
10. Barbara (1559–1618), gift med 1591 greve Gottfrid av Oettingen-Oettingen (1554–1622)
11. Karl I (1560–1600), gift 1586 med Maria Dorothea av Braunschweig-Lüneburg (1570–1649)
12. Maria Elisabeth (1561–1629), gift 1585 med greve Emich XII av Leiningen-Dagsburg-Hardenburg (1562–1607)
13. Susanna (1564–1565), dog som spädbarn